# Ікілілу Дуанін
Ікілілу Дуанін (фр. Ikililou Dhoinine; нар. 14 серпня 1962) — коморський політик, десятий президент Коморських Островів, віцепрезидент країни в адміністрації свого попередника, Ахмеда Абдалли Самбі.

## Біографія
Дуанін — фармацевт за освітою. Під час правління президента Ахмеда Абдалли Самбі від 2006 до 2011 року обіймав посаду віцепрезидента Коморських Островів. Від 26 до 31 березня 2008 року був тимчасовим президентом острова Анжуан, після вторгнення на острів сил Африканського Союзу і повалення сепаратистського уряду президента Мохаммеда Бакара.
На президентських виборах 2010 року в першому турі він здобув 28,19 % голосів. У другому турі зустрівся з Мухаммедом Саїдом Фазулі і Абду Джабіром, отримавши 61,12 % голосів, став президентом. Один з членів правлячої партії, Дуанін на виборах був підтриманий чинним президентом Ахмедом Абдаллою Самбі.
Дуанін одружений і має двох дітей.